# Anaïs Napoleón

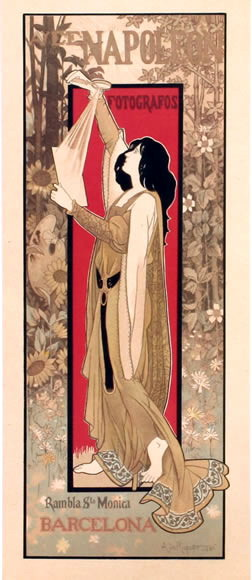
Póster publicitario de Alexandre de Riquer realizado para la Casa Napoleón, en 1895.

Anaïs Napoleón (Narbona, 18 de marzo de 1831-Barcelona, 21 de julio de 1912) fue una fotógrafa franco-española. Es considerada una de las primeras mujeres que hicieron daguerrotipos en España, especializándose también en la confección de tarjetas de visita que incluían fotografías. Junto a su marido fundó la Compañía fotográfica Napoleón.

## Biografía
Nació en Narbona el 18 de marzo de 1831, trasladándose posteriormente con su familia a España. Se instalaron en Barcelona hacia 1846, donde desarrollaría la mayor parte de su carrera profesional. Contrajo matrimonio con Antonio Fernández Soriano el 24 de diciembre de 1850. Tres años después el matrimonió fundó una pequeña tienda de fotografía, situada en el segundo piso del bulevar Santa Mónica —en frente de la iglesia homónima—. El negocio sería posteriormente renombrado como Compañía fotográfica Napoleón, nombre que conservaría el resto de su vida. El matrimonio se especializó en los retratos fotográficos.
Con los años el estudio fotográfico sería uno de los más prestigiosos de Barcelona. La pareja tuvo varios hijos, algunos de los cuales también participarían en el negocio de la fotografía. A finales de siglo la familia adquirió un aparato cinematógrafo de los hermanos Lumière e inauguró una sala de cine, en diciembre de 1896. A la inauguración de la misma asistieron los propios Lumière.
Anaïs falleció en su casa de Barcelona el 21 de julio de 1912, siendo enterrada en el cementerio de Montjuic. Tras su fallecimiento la casa fotográfica continuaría funcionando durante varias décadas, hasta su desaparición en 1968.

## Galería

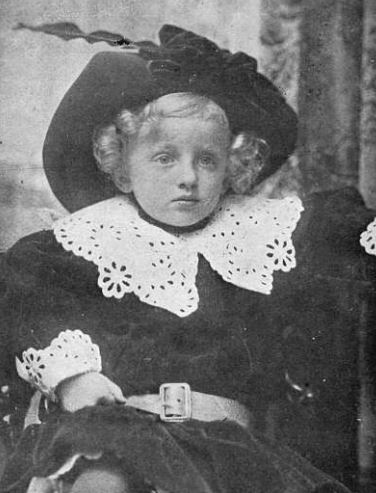
Hijo de Manuel de Montoliu (1908)
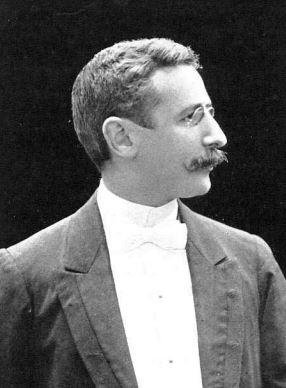
Francesch Carreras (1903)
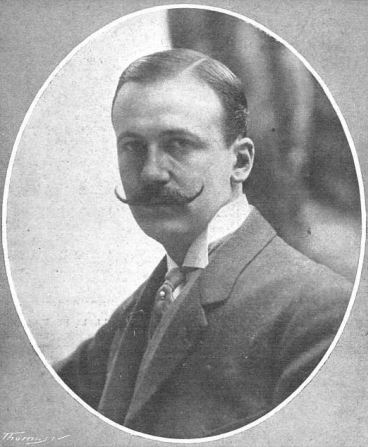
Joan Maria Guasch (1909)
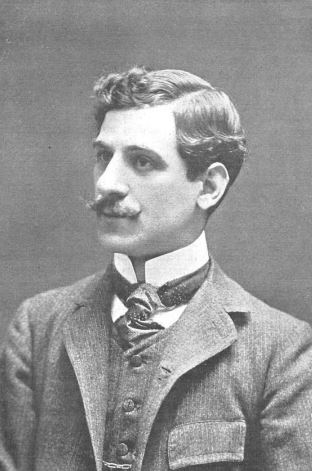
José León Pagano (1904)